# جون بانجسبو
جون بانجسبو (مواليد 10 فبراير 2003)، هو لاعب كرة قدم سويدي يلعب كمدافع يلعب حالياً في نادي بني ياس معار من نادي الجزيرة.

## روابط خارجية
جون بانجسبو على موقع اتحاد السويد (السويدية)
- جون بانجسبو على موقع قاعدة بيانات كرة القدم.إي يو (الإنجليزية)
- جون بانجسبو على موقع Soccerway.com (الإنجليزية)

لم يتم العثور على روابط لمواقع التواصل الاجتماعي.